# 四国中央市立新宮小中学校
四国中央市立新宮小中学校（しこくちゅうおうしりつ しんぐうしょうちゅうがっこう）は、愛媛県四国中央市新宮町新宮448に所在する公立の小中一貫校。

## 沿革
- 2007年 - 愛媛県内で初の小中一貫校として開校。
- 2017年 - 校舎を現在地に移転。校舎は2階建て。

## 学区
新宮町新瀬川、新宮町馬立、新宮町馬立、新宮町上山 

## 通学区域内の施設
- 道の駅霧の森
- 新宮インターチェンジ
- 高知自動車道
- 馬立パーキングエリア
- 堀切トンネル
- 土佐街道
- 新宮ダム
- 銅山川
- 国道319号
- 新宮少年自然の家
- 安楽寺
- 塩塚峰
- 塩塚高原
- 霧の高原
- 脇製茶場
- 新宮あじさいの里
- 仙龍寺

## 校区が隣接している学校

### 小学校
- 四国中央市立南小学校
- 四国中央市立川滝小学校
- 四国中央市立中曽根小学校
- 徳島県三好市立池田小学校・三好市立馬路小学校・三好市立白地小学校から選択可能な区域
- 徳島県三好市立山城小学校
- 高知県大豊町立大豊学園

### 中学校
- 四国中央市立川之江南中学校
- 四国中央市立三島西中学校
- 徳島県三好市立池田中学校
- 徳島県三好市立山城中学校
- 高知県大豊町立大豊学園

## 著名な卒業生
- 真鍋淑郎 - ノーベル物理学賞受賞（2021年）